# Tashī
Tashī (persiska: تشی, Moḩammadābād) är en ort i Iran.   Den ligger i provinsen Nordkhorasan, i den nordöstra delen av landet, 500 km öster om huvudstaden Teheran. Tashī ligger 1 053 meter över havet och antalet invånare är 264.
Terrängen runt Tashī är varierad. Runt Tashī är det ganska glesbefolkat, med 27 invånare per kvadratkilometer. Närmaste större samhälle är Darkesh, 11,8 km öster om Tashī. Omgivningarna runt Tashī är i huvudsak ett öppet busklandskap.